# 小倉謙 (実業家)
小倉 謙（おぐら ゆずる、1968年 - ）は、神奈川県出身の実業家。株式会社エスアンドエフ代表取締役社長。市民の人権擁護の会日本支部（CCHR Japan）世話役。市民の人権擁護の会（CCHR）は、米国ロサンゼルスに本部を置く非営利の精神保健監視団体である。

## 来歴
神奈川県川崎市出身。日本大学法学部卒。株式会社エスアンドエフ代表取締役社長。川崎市内でスイミングクラブやスポーツクラブを運営し、人々の健康の維持・増進をサポートをしている。
一方、米国ロサンゼルスに本部を置く非営利の精神保健監視団体「市民の人権擁護の会」日本支部（CCHR Japan）世話役に就任し、精神医療による健康被害や人権侵害、不正行為などを調査して、それらを広く人々に知らせる活動を行っている。精神医療（精神科、心療内科、メンタルクリニックなど）に於ける様々な問題を紹介するセミナーも開催している。

## 人物
- こだわり: なにごとにも誠実であること
- 趣味:登山、スキー、野球、ゴルフ、茶道
- 特技:水泳
- 休日の過ごし方:ボランティア活動
- 座右の銘:I am causing a wonderful effect.
- 好きな食べ物:妻が作る餃子とコロッケ
- 尊敬できる人:世に多くの素晴らしいものを生み出してきた人々全て

## 市民の人権擁護の会（CCHR）
1969年、精神医療の人権侵害を調査・摘発するために、サイエントロジー教会と米シラキュース大学名誉教授のトーマス・サズ博士によってアメリカ・ロサンゼルスに創設された。
「人間の尊厳の回復」を目指すなかで、大きな障害となっている「精神医療」の治療による悪化や死亡事例または自死（自殺）や社会不安を煽る他害行為の助長などの人権侵害や、不正診療報酬請求、無資格診療、無診察投薬などの不正行為、不当な隔離拘束などの事例を調査し、精神医療の実態を公表するなどの活動を行っている市民団体である。

## 著書
- 『数字で見る日本の精神医学の実像』（DVD-ROM）2012/10/11、ホメオパシー出版 ISBN 486347069X
- 『信じる者は救われない！インチキ精神医学その現状　第1巻』2013/9/10、チェンジ・ザ・ワールド出版 ASIN B00F4FL74E
- 『「心の病」はこうして作られた:精神医学「抑圧」の歴史』2015/5/28、平成出版 ISBN 4434206788
- 『「心の病」が治らない本当の理由 - 精神医学の真実』（改装版）2017/4、平成出版（東京都中央区） ISBN 4434271717
- 『精神医学は、死へと誘う：作られた「心の病」と「抑圧」の歴史』2021/3/22、22世紀アート ASIN B08ZSPKPM3
- 『砂の上の精神医学：その真実の姿と心の病が治らない理由を暴く』2021/3/22、22世紀アート ASIN B08ZS6DWDS